# Ньёль-ле-Сент
Ньёль-ле-Сент (фр. Nieul-lès-Saintes) — коммуна во Франции, находится в регионе Пуату — Шаранта. Департамент коммуны — Приморская Шаранта. Входит в состав кантона Сент-Запад. Округ коммуны — Сент.
Код INSEE коммуны — 17262.

## Население
Население коммуны на 2010 год составляло 1048 человек.
| 1962 | 1968 | 1975 | 1982 | 1990 | 1999 | 2010 |
| ---- | ---- | ---- | ---- | ---- | ---- | ---- |
| 647  | 636  | 569  | 763  | 953  | 975  | 1048 |